# اتفاق غراتس
اتفاق غراتس (بالإنجليزية: Graz agreement)‏ كان عبارة عن اتفاقية مقترحة تم التوصل إليها بين زعيم صرب البوسنة والهرسك رادوفان كاراديتش وزعيم كروات البوسنة والهرسك ماتي بوبان في 6 مايو 1992 في مدينة غراتس بالنمسا. أعلنت الاتفاقية علنا التقسيم الإقليمي بين جمهورية صرب البوسنة والجمهورية الكرواتية في البوسنة والهرسك ودعت إلى إنهاء النزاعات بين الصرب والكروات. لم تشارك المجموعة الأكبر في البوسنة والهرسك البوشناق في الاتفاقية ولم تتم دعوتهم إلى المفاوضات عن قصد.
ووصفت القيادة الكرواتية والصربية في بيانهما المشترك الاتفاقية بأنها اتفاقية سلام. رئيس كرواتيا فرانيو تودجمان في رسالة إلى السناتور الأمريكي بوب دول قدم لاحقا الاتفاقية كجزء من مؤتمر حول البوسنة والهرسك برعاية الجماعة الاقتصادية الأوروبية. افترق الطرفان في النهاية دون التوقيع على أي اتفاق واستمرت الاشتباكات بين القوات الكرواتية والصربية.

## الاجتماع وفيما بعد
في 6 مايو 1992 التقى ممثلو صرب البوسنة والهرسك رادوفان كاراديتش ومومشيلو كراجيشنيك وبرانكو سيميتش وممثلي كروات البوسنة والهرسك ماتي بوبان وفرانيو بوراس بدون ممثلين عن مسلمي البوسنة في مدينة غراتس بالنمسا لمناقشة مستقبل البوسنة والهرسك. أصدر ماتي بوبان ورادوفان كاراديتش بيانا مشتركا في 6 مايو 1992 واصفا إياه بأنه اتفاق سلام ودعوا إلى وقف عام لإطلاق النار في البوسنة والهرسك. كان من المقرر ترسيم الحدود الإقليمية للطائفتين في البوسنة والهرسك على أساس حدود بانوفينا الكرواتية لعام 1939. تم الاتفاق على أنه «عند تحديد خط الحدود بين الوحدتين المكونتين في منطقة كوبرس وكذلك بوسانسكا بوسافينا [...] ينبغي أن يؤخذ في الاعتبار انضغاط المناطق والاتصالات». ومع ذلك فإن الاتفاق لم يتم التوصل إلى قطاع من الأرض على طول ضفاف نهر نيريتفا بالقرب من موستار ولا بلدة موستار ولهذا السبب أراد الطرفان من الجماعة الاقتصادية الأوروبية أن يحكم في مطالباتهما فيما يتعلق بهذه المناطق. وخلص الاتفاق إلى أنه: «في ضوء هذه الاتفاقية لم تعد هناك أسباب أخرى لنزاع مسلح بين الكروات والصرب في كامل أراضي البوسنة والهرسك».
افترق الطرفان في النهاية في 6 مايو 1992 دون توقيع أي اتفاق واستمرت الاشتباكات بين القوات الكرواتية والصربية. اعتبارا من مايو 1992 تم تحقيق التعاون العسكري بين مجلس الدفاع الكرواتي وجيش جمهورية البوسنة والهرسك ضد القوات الصربية.

## الاستقبال
وفقا للمحلل العسكري لمجلة فريم ميلوش فاسيتش كانت اتفاقية غراتس «أهم وثيقة منفردة للحرب» وكان الهدف منها الحد من الصراع بين القوات الصربية والكرواتية من خلال السماح لكلا الطرفين بالتركيز على انتزاع الأراضي البوسنية من القوات البوسنية. واعتبر الاتفاق أن الكروات البوسنيين يخونون حلفائهم البوسنيين. واعتُبر أيضا تكملة لاتفاق كاراجورشيفو في حكم المحكمة الجنائية الدولية ليوغوسلافيا السابقة في قضية بلاشكيتش. قارنت افتتاحية واشنطن بوست الاتفاقية باتفاق هتلر-ستالين الذي قسم بولندا.
في قضية المحكمة الجنائية الدولية ليوغوسلافيا السابقة ضد برليتش وآخرين تم استدعاء هربرت س. أوكون للشهادة في أبريل 2007. بصفته نائب سايرس فانس المبعوث الخاص للأمم المتحدة إلى البلقان حضر عددا من الاجتماعات التي نوقشت فيها مسألة تقسيم البوسنة والهرسك. كما وصفها أوكون فإن تطلعات كرواتيا وصربيا لضم أجزاء من البوسنة والهرسك أصبحت واضحة بعد أن التقى تودجمان وميلوسيفيتش في كاراتشورشيفو في مارس 1991 وبعد اجتماع ماتي بوبان ورادوفان كاراديتش في مايو 1992 في غراتس. لم يحتفظ أي من الطرفين بخططه لإنشاء دول منفصلة داخل البوسنة والهرسك وضمها إلى صربيا وكرواتيا سرية في اجتماعاتهما اللاحقة مع الدبلوماسيين الدوليين. شهد هربرت أوكون أنه في 6 مايو 1992 التقى رادوفان كاراديتش وماتي بوبان في غراتس في النمسا لمناقشة تقسيم البوسنة والهرسك على طول حدود بانوفينا الكرواتية. كما شهد هربرت أوكون أنه خلال المؤتمر الدولي حول يوغوسلافيا السابقة الذي عقد بين سبتمبر 1992 ومايو 1993 كان فرانيو تودجمان الرئيس الفعلي للوفد الكرواتي البوسني بما في ذلك من بين آخرين ماتي بوبان وميليفوي بيتكوفيتش. خلال ذلك المؤتمر استمع هربرت أوكون إلى أن فرانيو تودجمان يدلي ببيانات حول توسيع حدود كرواتيا إما بشكل مباشر أو من خلال تضمين الجمهورية الكرواتية في البوسنة والهرسك داخل كرواتيا. كما سمعه يدلي بتصريحات حول دعمه لحكومة ماتي بوبان.
يناقش الحكم الصادر في مايو 2013 للمحكمة الجنائية الدولية ليوغوسلافيا السابقة في القضية البيان المشترك الصادر في غراتس وكذلك اتفاقية الصداقة والتعاون بين البوسنة والهرسك وكرواتيا وخطط السلام المقترحة قبل وأثناء الحرب البوسنية.